# Сариярви (озеро, бассейн Койринйоки)
Са́рия́рви (устар. Сари-ярви, фин. Saarijärvi) — озеро на территории Лоймольского сельского поселения Суоярвского района Республики Карелия.

## Общие сведения
Площадь озера — 1 км². Располагается на высоте 77,0 метров над уровнем моря.
Форма озера продолговатая, вытянутая с севера на юг. Берега каменисто-песчаные, на востоке — скалистые.

В северную оконечность озера втекает безымянный ручей, вытекающий из озера Кайталампи (фин. Kaitalampi). В южную оконечность озера втекает также безымянный ручей, вытекающий из озера Халлинлампи (фин. Hallinlampi).
Из залива в западной стороне озера вытекает ручей Раутаярвеноя (фин. Rautajärvenoja), втекающий в озеро Раутаярви (фин. Rautajärvi), откуда вытекает, впадая в озеро Ала-Лаваярви, из которого, проходя озеро Суласалми (фин. Sulasalmi), впадает в озеро Пюхяярви. Из Пюхяярви вытекает водоток без названия, впадающий в озеро Вуортанаярви, из которого берёт начало река Койринйоки.
В озере девять, сосредоточенных преимущественно в южной части, безымянных островов различных размеров.
Населённые пункты близ озера отсутствуют. Недалеко от южного берега озера проходит трасса Р21 («Сортавала»).
Код водного объекта в государственном водном реестре — 01040300211102000013759.
Название озера переводится с финского языка как «озеро с островами».

## Панорама

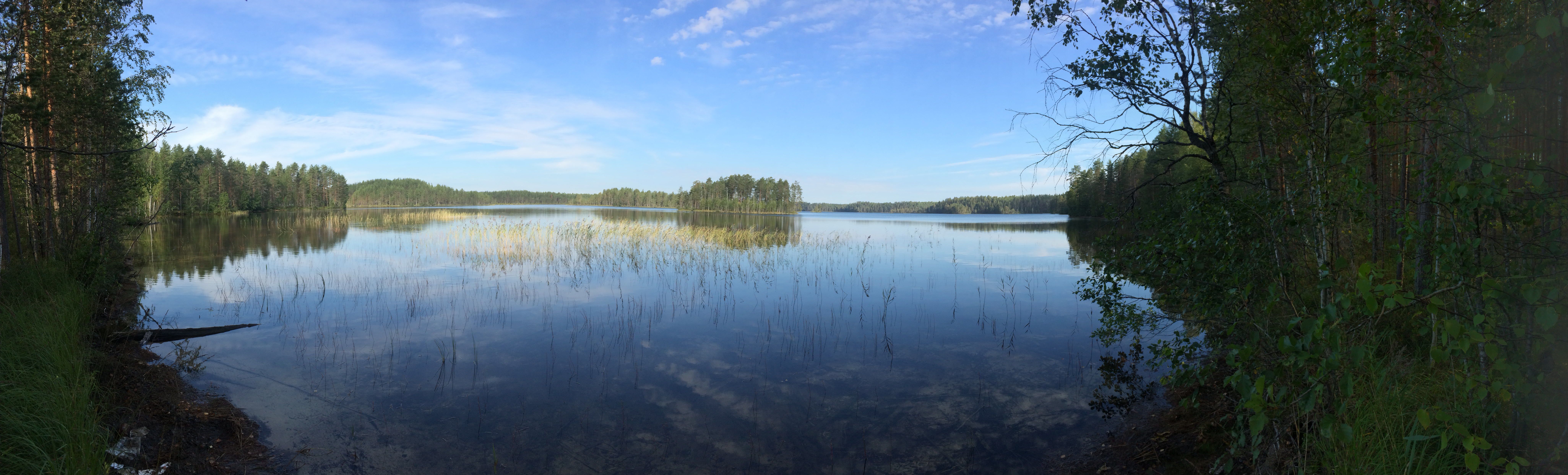
Панорама